# Ray Winstone
Raymond Andrew Winstone, detto Ray (Londra, 19 febbraio 1957), è un attore britannico.

## Biografia
Winstone è nato a Homerton, Hackney, Londra. Quando aveva sette anni i suoi genitori si trasferirono a Enfield, dove crebbe in una casa popolare. Suo padre, Raymond J. Winstone, gestiva un commercio di frutta e verdura, mentre sua madre, Margherita Richardson (morta nel 1985), aveva un lavoro di svuotamento delle slot machine. Winstone ricorda di aver giocato sui siti dove si trovavano le bombe (zone abbandonate con macerie delle bombe della seconda guerra mondiale) fino a quando i serial killer dei Moors murders vennero arrestati per aver ucciso tre bambini. Ray frequentò la Brimsdown Primary School, alla Edmonton County School e in seguito la Corona Theatre School.
Ha dichiarato che tra le sue influenze più importanti nel mondo dello spettacolo ci sono John Wayne, James Cagney e Edward G. Robinson. Dopo aver preso in prestito dei soldi dalla madre di un amico, un insegnante di recitazione, salì sul palco e apparve come un venditore di giornale Cockney in una produzione di Emil and the Detectives. Winstone era anche un appassionato di boxe: all'età di 12 anni entrò nel Repton Amateur Boxing Club e, nel corso dei successivi 10 anni, vinse 80 incontri su 88. Tra i pesi welter, fu il campione delle scuole di Londra per tre volte.
In qualità di attore è noto per la sua reinterpretazione del personaggio di Will Scarlet nella serie televisiva Robin Hood (1984) e per le sue partecipazioni a film come Martha da legare, La storia di Agnes Browne, King Arthur, The Departed - Il bene e il male, Ritorno a Cold Mountain, La leggenda di Beowulf, Indiana Jones e il regno del teschio di cristallo e The Sweeney. Ha interpretato Giulio Cesare nel musical su Cleopatra di Steven Soderbergh. Nel 2020 ottiene il ruolo del villain generale Dreykov nel film del Marvel Cinematic Universe Black Widow, diretto da Cate Shortland, uscito il 9 luglio 2021. Nel 2024 affianca Millie Bobby Brown e Angela Bassett nel fantasy Damsel.

### Vita privata
È sposato dal 1979 con Elaine McCausland, conosciuta sul set di That Summer, da cui ha avuto tre figlie, Lois (1982), Jaime (1985) e Ellie Rae (2001), a loro volta tutte attrici. Nell'estate 2012 ha comprato una casa nel territorio di Bivona, un paesino dell'entroterra siciliano, vicino Cianciana.

## Filmografia parziale

### Attore

#### Cinema
- Quadrophenia, regia di Franc Roddam (1979)
- Scum, regia di Alan Clarke (1979)
- Ladies and Gentlemen, The Fabulous Stains, regia di Lou Adler (1982)
- Ladybird Ladybird, regia di Ken Loach (1994)
- Niente per bocca (Nil by Mouth), regia di Gary Oldman (1997)
- Criminali per caso (Face), regia di Antonia Bird (1997)
- Martha da legare (Martha, Meet Frank, Daniel and Laurence), regia di Nick Hamm (1998)
- Final Cut, regia di Dominic Anciano e Ray Burdis (1998)
- Zona di guerra (The War Zone), regia di Tim Roth (1999)
- La storia di Agnes Browne (Agnes Browne), regia di Anjelica Huston (1999)
- Darkness Falls, regia di Gerry Lively (1999)
- Fanny and Elvis, regia di Kay Mellor (1999)
- Ama, onora & obbedisci (Love, Honour and Obey), regia di Dominic Anciano e Ray Burdis (2000)
- Sexy Beast - L'ultimo colpo della bestia (Sexy Beast), regia di Jonathan Glazer (2000)
- Jimmy Grimble (There's Only One Jimmy Grimble), regia di John Hay (2000)
- L'ultimo bicchiere (Last Orders), regia di Fred Schepisi (2001)
- Il gioco di Ripley (Ripley's Game), regia di Liliana Cavani (2002)
- Ritorno a Cold Mountain (Cold Mountain), regia di Anthony Minghella (2003)
- King Arthur, regia di Antoine Fuqua (2004)
- La proposta (The Proposition), regia di John Hillcoat (2005)
- Complicità e sospetti (Breaking and Entering), regia di Anthony Minghella (2006)
- The Departed - Il bene e il male (The Departed), regia di Martin Scorsese (2006)
- La leggenda di Beowulf (Beowulf), regia di Robert Zemeckis (2007)
- Tutti pazzi per l'oro (Fool's Gold), regia di Andy Tennant (2008)
- Indiana Jones e il regno del teschio di cristallo (Indiana Jones and the Kingdom of the Crystal Skull), regia di Steven Spielberg (2008)
- Devil's Tomb - A caccia del diavolo (The Devil's Tomb), regia di Jason Connery (2009)
- Fuori controllo (Edge of Darkness), regia di Martin Campbell (2010)
- Percy Jackson e gli dei dell'Olimpo - Il ladro di fulmini (Percy Jackson & the Olympians: The Lightning Thief), regia di Chris Columbus (2010)
- 13 - Se perdi... muori (13), regia di Géla Babluani (2010)
- London Boulevard, regia di William Monahan (2010)
- Hugo Cabret (Hugo), regia di Martin Scorsese (2011)
- Biancaneve e il cacciatore (Snow White & the Huntsman), regia di Rupert Sanders (2012)
- The Sweeney, regia di Nick Love (2012)
- Ashes, regia di Mat Whitecross (2012)
- Noah, regia di Darren Aronofsky (2014)
- The Gunman, regia di Pierre Morel (2015)
- Point Break, regia di Ericson Core (2015)
- La bottega degli errori (The Legend of Barney Thomson), regia di Robert Carlyle (2015)
- King of Thieves, regia di James Marsh (2018)
- Cats, regia di Tom Hooper (2019)
- Black Widow, regia di Cate Shortland (2021)
- Damsel, regia di Juan Carlos Fresnadillo (2024)

#### Televisione
- Scum, regia di Alan Clarke (1977) - film TV
- Robin Hood (Robin of Sherwood) – serie TV, 24 episodi (1984-1986)
- Grandi speranze (Great Expectations) – miniserie TV, 3 puntate (2011)
- Ice – serie TV, 10 episodi (2016-2018)
- The Gentlemen – serie TV, 8 episodi (2024)

### Doppiatore
- Le cronache di Narnia - Il leone, la strega e l'armadio (The Chronicles of Narnia: The Lion, the Witch and the Wardrobe), regia di Andrew Adamson (2005)
- Rango, regia di Gore Verbinski (2011)
- Il gatto con gli stivali 2 - L'ultimo desiderio (Puss in Boots: The Last Wish), regia di Joel Crawford (2022)

## Riconoscimenti
- Candidatura ai BAFTA, miglior esordiente, That Summer! (1980)
- Candidatura ai BAFTA, miglior attore protagonista, Niente per bocca (1998)
- Vincitore ai British Independent Film Awards, miglior attore, Niente per bocca (1998)[5]
- Candidatura ai British Independent Film Awards, miglior attore, Zona di guerra (1999)
- Candidatura agli European Film Awards, miglior attore, Zona di guerra (1999)
- Candidatura ai British Independent Film Awards, miglior attore, L'ultimo bicchiere (2001)
- Vincitore ai San Diego Film Critics Society Awards, miglior attore non protagonista, La proposta (2005)
- Candidatura allo Screen Actors Guild Award, miglior cast cinematografico, The Departed - Il bene e il male (2006)

## Doppiatori italiani
Nelle versioni in italiano delle opere in cui ha recitato, Ray Winstone è stato doppiato da:
- Francesco Pannofino in Sexy Beast - L'ultimo colpo della bestia, Complicità e sospetti, La leggenda di Beowulf, Indiana Jones e il regno del teschio di cristallo, Noah, The Gunman
- Ennio Coltorti in Ama, onora & obbedisci, Il gioco di Ripley, The Departed - Il bene e il male, The Gentlemen
- Massimo Corvo in Criminali per caso, Ritorno a Cold Mountain, King Arthur, Tutti pazzi per l'oro
- Angelo Nicotra in Martha da legare, La proposta
- Stefano De Sando in Fuori controllo, London Boulevard
- Enrico Maggi in Ben Hur, Vincent
- Paolo Marchese in Point Break, Black Widow
- Franco Zucca in Hugo Cabret, H.G. Wells
- Massimo Lodolo in Robin Hood
- Roberto Pedicini in Ladybird Ladybird
- Saverio Indrio in Zona di guerra
- Paolo Buglioni ne La storia di Agnes Browne
- Luca Biagini in Jimmy Grimble
- Saverio Moriones in L'ultimo bicchiere
- Pasquale Anselmo in 44 Inch Chest
- Fabrizio Pucci in The Funeral
- Gianni Gaude in Devil's Tomb - A caccia del diavolo
- Giuliano Santi in 13 - Se perdi... muori
- Alessandro Rossi in Grandi speranze
- Edoardo Siravo in Biancaneve e il cacciatore
- Emilio Cappuccio in The Sweeney
- Luca Graziani in King of Thieves
- Roberto Fidecaro in Cats
- Rodolfo Bianchi in Prizefighter - La forza del campione
- Dario Oppido in Damsel

Da doppiatore è sostituito da:
- Ennio Coltorti ne Le cronache di Narnia - Il leone, la strega e l'armadio
- Natale Ciravolo in Killzone 3
- Roberto Draghetti in Rango
- Roberto Pedicini ne Il gatto con gli stivali 2 - L'ultimo desiderio
- Francesco Pannofino ne La giostra magica